# Moravamminoidea
Moravamminoidea, tradicionalmente denominada Moravamminacea, es una superfamilia de foraminíferos del suborden Fusulinina y del orden Fusulinida. Su rango cronoestratigráfico abarca desde el Ludloviense (Silúrico superior) hasta el Tournaisiense (Carbonífero inferior).

## Clasificación
Moravamminoidea incluye a las siguientes familias:
- Familia Caligellidae
- Familia Moravamminidae
- Familia Paratikhinellidae